# Punkjävlar
Punkjävlar är en låt av artisten Eddie Meduza. Låten släpptes 1978 som singel och finns även med på hans album Eddie Meduza & The Roaring Cadillacs från 1979. 
Låten kritiserar punkmusik, och nämner även Johnny Rotten från the Sex Pistols, ett av punkens mest kända band.
Solot på låten spelades av den senare Europe-gitarristen John Norum.
"Punkjävlar" finns även med på Medusas samlingsalbum 21 värsta!!! och En jävla massa hits.